# Kenneth Arrow
Kenneth Joseph Arrow (n. 23 august 1921, New York City, New York, SUA – d. 21 februarie 2017, Palo Alto, California, SUA) a fost un economist american, laureat al Premiului Nobel pentru economie (1972).
A obșinut titlul de doctor la Universitatea Columbia și a predat la Stanford și Harvard.

## Biografie
S-a născut într-o familie de evrei români stabiliți la New York. Mama sa, Lilian, era născută la Iași, iar tatăl său, Harry, era din Podu Iloaiei.

## Vezi și
- Teorema imposibilității lui Arrow